# Konrad Patzig
Konrad Patzig, född 24 maj 1888 i Marienburg, död 1 december 1975 i Hamburg, var en tysk amiral. Han var chef för den militära underrättelsetjänsten Abwehr från den 6 juni 1932 till den 31 december 1934.